# Katty Martínez

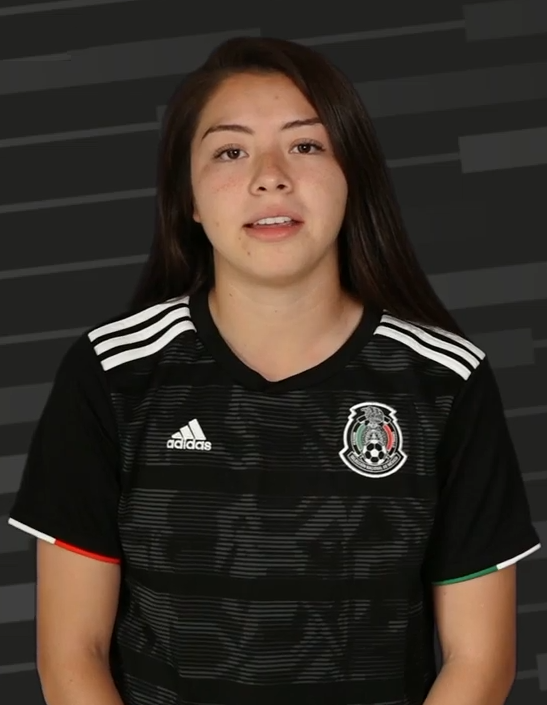
Katty Martínez, 2019

Katty Martínez Abad (* 14. März 1998 in Monterrey, Nuevo León), allgemein bekannt unter ihrem verkürzten Namen Katty Martínez, ist eine mexikanische Fußballspielerin, die in der Sturmreihe agiert.

## Leben
Vor Gründung der zukunftsweisenden Liga MX Femenil spielte Katty Martínez für die Frauenfußballmannschaft des Instituto Tecnológico y de Estudios Superiores de Monterrey, kurz ITESM.
Als die Liga MX Femenil in der Apertura 2017 ihren Spielbetrieb aufnahm, wechselte sie zu den benachbarten Tigres Femenil, bei denen sie bis Ende 2021 unter Vertrag stand und mit denen sie viermal die mexikanische Frauenfußballmeisterschaft gewann. Einen besonders großen Anteil hatte Katty Martínez am dritten Titelgewinn ihrer Mannschaft in der Apertura 2020, als sie mit 18 Treffern die bis dahin beste Torschützenkönigin der Liga wurde; ein Wert, den nach ihr lediglich Alison González in der darauffolgenden Spielzeit erzielte.
Zudem war Katty Martínez die erst zweite Spielerin der Liga MX Femenil, die – nach Desirée Monsiváis – die 100-Tore-Marke knacken konnte.
Im Dezember 2021 wechselte Martínez zum Ligarivalen Club América Femenil, mit dem sie die Finalspiele um die Apertura 2022 erreichte, die gegen ihren ehemaligen Verein Tigres Femenil verloren wurden.
Außerdem ist Katty Martínez mexikanische Nationalspielerin.

## Erfolge

### Verein
- Mexikanischer Meister: Clausura 2018, Clausura 2019, Apertura 2020, Clausura 2021

### Persönlich
- Torschützenkönigin der Liga MX Femenil: Clausura 2021